# Randall's Island
Randall's Island es una isla situada en el East River, en Nueva York. Está enlazada con Ward's Island por un pequeño espacio de tierra, Randall's Island situada al norte y Ward's Island al sur. Randall's Island está separada de Manhattan al oeste por la principal ramificación del río, de Queens al este por el Hell Gate y del Bronx por Bronx Kill, estrecho que conecta el río Harlem en el East River. Según el censo de los Estados Unidos del 2000, la población total de las dos islas es de 1386 habitantes, repartidos en una superficie de 2,2 km². Las dos islas sirven de intermediarias en el complejo del puente Triborough que enlaza los borough de Manhattan, Queens y el Bronx. Administrativamente forma parte de Manhattan. 